# 373.ª Divisão de Infantaria (Alemanha)
A 373ª Divisão de Infantaria (em alemão:373. Infanterie-Division) foi uma unidade militar que serviu no Exército alemão durante a Segunda Guerra Mundial.

## Comandantes
| Comandante                     | Data                                        |
| ------------------------------ | ------------------------------------------- |
| Generalleutnant Emil Zellner   | 25 de janeiro de 1943 - 5 de agosto de 1943 |
| Generalleutnant Eduard Aldrian | 5 de agosto de 1943 - 20 de outubro de 1944 |
| Generalmajor Hans Gravenstein  | 20 de outubro de 1944 - 8 de maio de 1945   |

## Área de operações
| Croácia & Bálcãs | janeiro de 1943 - maio de 1945 |